# Hadař murénovitý
Hadař murénovitý (Callechelys muraena) je paprskoploutvá ryba z čeledi hadařovití (Ophichthidae).
Druh byl popsán roku 1887 ichtyology Davidem Starrem Jordanem a Bartonem Warrenem Evermannem.

## Popis a výskyt
Maximální délka ryby je 60 cm.
Podlouhlé, zploštělé tělo světle bronzové barvy, vzadu tmavší. Četné hnědé skvrny na těle. Hřbetní a řitní ploutve tmavé se světlými okraji.
Byla nalezena ve vodách západního a severozápadního Atlantiku: mezi Severní Karolínou, Floridou a Mexickým zálivem, Kanada. Obývá písčitá dna.